# محمد حساني
محمد حساني هو لاعب رياضي مصري بارالمبي، يشارك بشكل أساسي في منافسات رمي القرص من الفئة F53.
شارك محمد حساني في دورة الألعاب البارالمبية الصيفية عام 1996 في مسابقة رياضة رمي القرص ضمن فئة F53. بعد غيابه عن دورة الألعاب الأولمبية لعام 2000، حيث شارك في عام 2004 و احرز الميدالية البرونزية ضمن مسابقة رمي القرص ضمن فئة F53.

## روابط خارجية
- محمد حساني في اللجنة البارالمبية الدولية